# هاري ألان (عالم نبات)

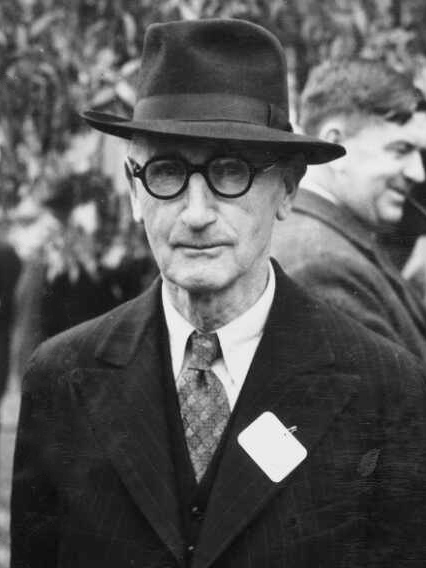
صورة هاري هوارد بارتون ألان

هاري هوارد بارتون ألان (حاصل على رتبة الإمبراطورية البريطانية) (27 أبريل 1882 - 29 أكتوبر 1957). كان مدرسًا وعالم نبات وكاتبًا نيوزيلنديًا. رغم عدم تلقيه تعليمًا رسميًا فيما يخص علم النبات، إلا أنه أضحى عالمًا بارزًا، إذ نشر أكثر من 100 بحث علمي، وثلاث كراسات تمهيدية عن النباتات في نيوزيلندا، وأكمل المجلد الأول من كتاب علم النبات خلال حياته.
ولد ألان في نيلسون، وتلقى تعليمه في كلية نيلسون ولاحقًا في كلية أوكلاند الجامعية، التي تخرج منها في عام 1908. عمل لسنوات عديدة مدرسًا لمادة اللغة الإنجليزية والدراسات الزراعية في المدارس الثانوية في جميع أنحاء نيوزيلندا. طوال مسيرته التعليمية، زاد اهتمامه بعلم النبات والمعرفة به، وكتب عدة مقالات في المجلات الأكاديمية. كثيرًا ما تعاون وتواصل مع علماء النبات، من أمثال ألفريد وليونارد كوكاين. بسبب دراسته النباتية الطويلة في جبل ماونت بيل، نال شهادة دكتوراه في العلوم سنة 1923. أصبح عضوًا في في جمعية لينيان ومعهد نيوزيلندا، وعين خبيرًا نباتيًا تنسيقيًا في محطة بحوث النباتات عام 1928.
أمضى عشرين عامًا في العمل هناك، وأصبح رئيس قسم علم النبات عندما انحل معهد البحوث في عام 1936 على يد إدارة البحوث العلمية والصناعية. أشرف ألان على عدد كبير من الأبحاث التي شملت نباتات نيوزيلندا وشارك فيها، وخصوصًا الأعشاب، وغبار الطلع، وعلم الوراثة. تقاعد في سنة 1948 وحصل على رتبة الإمبراطورية البريطانية نظرًا للخدمات التي قدمها في مجال علم النبات في نيوزيلندا خلال تكريم عيد ميلاد الملك في تلك السنة. في سنوات تقاعده، عمل في المجلد الأول من نباتات نيوزيلندا، الأول في سلسلة من الكتب التي تصف النباتات المدخلة والمتوطنة في نيوزيلندا. توفي قبل نشره الكتاب سنة 1957، عن عمر ناهز 75 عامًا.

## نشأته
ولد هاري ألان في 27 أبريل 1882 في نيلسون، نيوزيلندا. كان الابن الأصغر بين ستة أطفال لروبرت آلان، الذي عمل تاجر قماش، وأمه إيما ماريا لويس. التحق بدايةً بمدرسة نيلسون المركزية. عرفه مدير المدرسة هناك، فريدريك جيبس، على علم النبات، وفاز بعدها بمنحة المدينة ليلتحق بجامعة نيلسون. تفوق ألان في الجامعة أكاديميًا وبدنيًا على السواء، إذ لعب في فريق كليته للكريكيت وكرة القدم، بالإضافة إلى فوزه بجوائز في الأدب والرياضات البدنية. بدأ أيضًا دراسة جزء من شهادته البكالوريوس هناك.

## التدريس والكتابة (1903 – 1928)
بعد تخرجه من كلية نيلسون، درس ألن في مدارس مختلفة، ابتداء من سنة 1903 في دينستون التي اشتهرت بالتعدين، على الساحل الغربي للجزيرة الجنوبية. درس لاحقًا في كلية كينجز، في أوكلاند، وكذلك في نابير، قبل حصوله على وظيفة في مدرسة وايتاكي العليا للبنين (أومارو) في مارس 1907، بصفته «المساعد الرابع لمدير شؤون التدريس». انضم إلى المدرسة في الفصل الثاني من العام الدراسي وأصبح مسؤولًا عن القسم الإعدادي، وذلك في سنته الأولى التي شهد فيها زيادة من 3 إلى 17 تلميذًا. تخرج من جامعة أوكلاند في سنة 1908، حاصلًا على درجة الماجستير، واستمر في العمل في وايتاكي. في عام 1913، نشر ألان مقالًا في مجلة أكاديمية «مجلة نيوزيلندا للزراعة»، أفاد فيه عن نتائج ظهور أنواع مختلفة من البطاطا في وايتاكي. أصبح هناك مدرسًا للغة الإنجليزية سنة 1915، وبناء على طلب قدمه لوزارة التربية من أجل تدريس المزيد من المواد العملية، قدم مقررًا في الزراعة. كثيرًا ما استشار ألفريد كوكاين خلال فترة تدريسه، الذي كان يعمل آنذاك لدى وزارة الزراعة، وذلك لمساعدته على تحديد أنوع الأعشاب الضارة والحشائش. التقى أباه من خلاله، عالم النبات ليونارد كوكاين، الذي كثيرًا ما كان يطلب عينات عشبية ودعم انضمامه إلى جمعية لينيان سنة 1917.
بعد مغادرته وايتاكي في نهاية سنة 1916، استمر في العمل -غالبًا في مجال النبات- في مدرسة أشبرتون الثانوية، حيث كان أستاذًا في الزراعة بدءًا من سنة 1917. تولى ألان أيضًا مسؤولية تسجيل نتائج التجارب في مزرعة المدرسة. في سنة 1917، عانى المقرر الزراعي الذي قدمه من نقص في معدات المختبرات والمساحة الكافية. في نهاية العام، تبرع هوغو فريدلاندر بمبلغ 500 جنيه إسترليني، أي ما يعادل 29,809 دولارًا في عالم 2021، لبناء مختبر، بدأ في أوائل عام 1918 وانتهى في شهر أبريل من ذات العام. غادر آلان أشبرتون وبدأ العمل في مدرسة ثانوية زراعية ميدانية، حيث كان يدرس اللغة الإنجليزية، في أوائل عام 1922.